# Gaśnica śniegowa

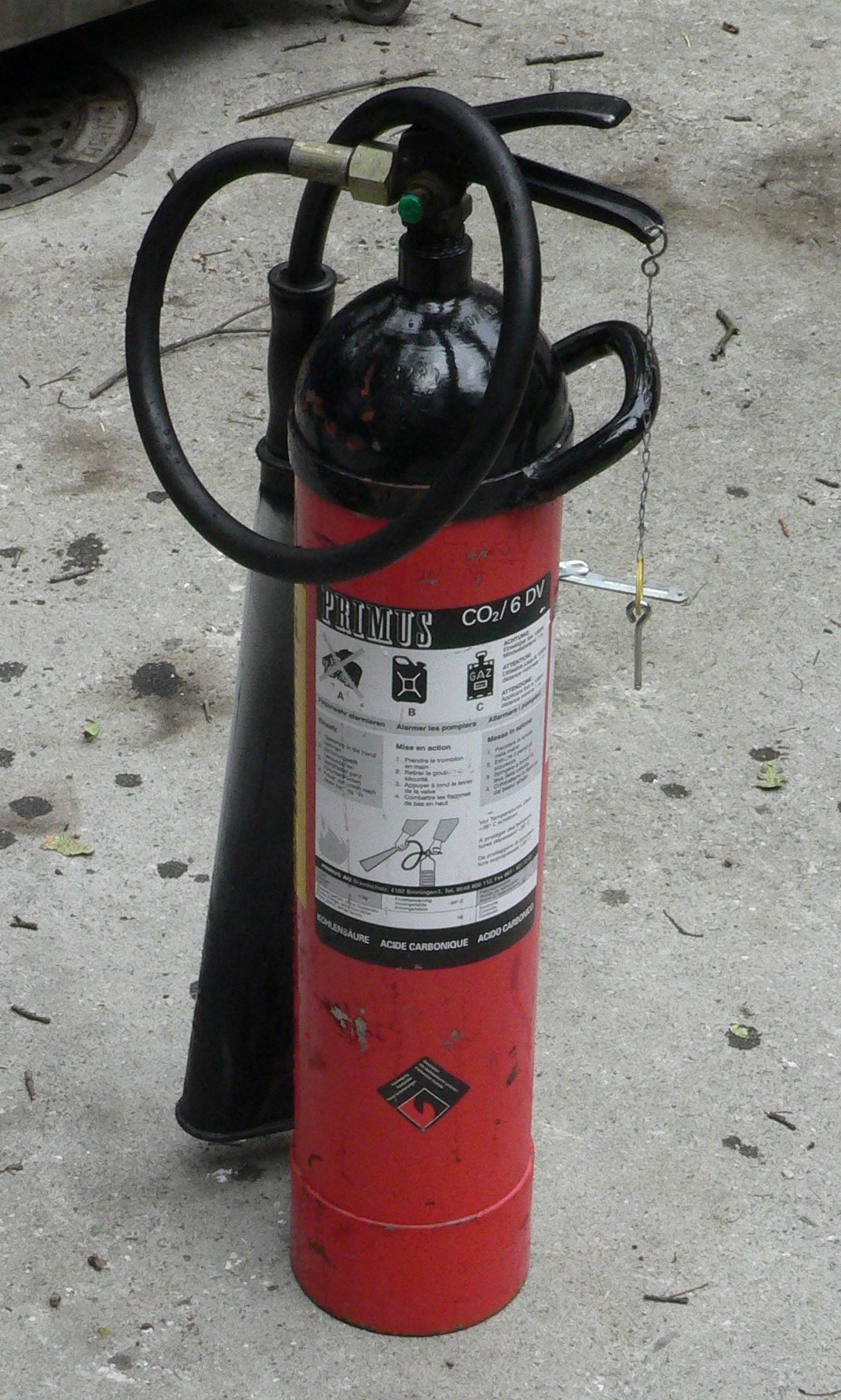
Gaśnica śniegowa

Gaśnica śniegowa (prawidłowa nazwa: Gaśnica CO2) – gaśnica, w której środkiem gaśniczym jest zawarty w wysokociśnieniowej butli, skroplony dwutlenek węgla, który, rozprężając się adiabatycznie, oziębia się do ok. -78 °C i zestala w formę tzw. suchego lodu. Działanie gaśnicze polega na odcinaniu dostępu tlenu i znacznym obniżeniu temperatury. Jednak ze względu na niewielkie ciepło parowania dwutlenku węgla efekt chłodzący jest mniejszy niż zwykłej wody. Gaśnice śniegowe służą do gaszenia pożarów z grup B, C, urządzeń elektrycznych zwykle do 1000 V, a zwłaszcza elektroniki i maszyn precyzyjnych. Zaletą gaśnic śniegowych jest brak jakiegokolwiek zanieczyszczenia gaszonych przedmiotów i pomieszczeń. Wadą jest natomiast ich duża masa w porównaniu z innymi gaśnicami o podobnej skuteczności. Gaśnicą śniegową nie należy gasić ludzi, gdyż działanie tak niskiej temperatury powoduje dodatkowe obrażenia.
Wadą gaśnicy śniegowej jest również niezbyt wysoka temperatura krytyczna skroplonego dwutlenku węgla (31,4 °C), przez co gaśnica nie może być przechowywana w pomieszczeniach o podwyższonej temperaturze. Powinna też być chroniona przed bezpośrednim działaniem promieni słonecznych. Przegrzanie gaśnicy powoduje jej rozładowanie przez wbudowany zawór bezpieczeństwa. Gaśnice śniegowe lepiej sprawdzą się przy gaszeniu pożarów w zamkniętych pomieszczeniach, ponieważ ze względu na czynniki atmosferyczne np. wiatr czy deszcz ich skuteczność może być mniejsza na zewnątrz przez zaburzenie strumienia dwutlenku węgla.